# Christof Sohn
Christof Reinhard Sohn (* 30. Januar 1961 in Pforzheim, Baden-Württemberg) ist ein deutscher Gynäkologe und Hochschullehrer. Sohn gilt als Spezialist für pränatale Diagnostik, gynäkologische Onkologie sowie intrauterine operative Verfahren bei Fehlbildungen wie der Spina bifida. Seit Februar 2022 ist er Chefarzt am Krankenhaus Salem in Heidelberg.

## Ausbildung und beruflicher Werdegang
Nach dem Studium der Humanmedizin an der Universität Ulm von 1980 bis 1986 und der Promotion (cum laude) begann Sohn seine klinische Laufbahn als Assistenzarzt in der Gynäkologie und Geburtshilfe am Kreiskrankenhaus Albstadt. Es folgten Stationen als wissenschaftlicher Mitarbeiter an der RWTH Aachen (1987–1989) sowie an der Klinik für Angiologie der Universitätsklinik Essen (1989–1990). Von 1991 bis 1997 war er an der Universitätsfrauenklinik Heidelberg tätig, wo er 1993 die Facharztanerkennung für Gynäkologie und Geburtshilfe erhielt sowie im selben Jahr habilitierte und zum Oberarzt ernannt wurde. Im Oktober 1993 übernahm er die Leitung der Sektion für pränatale und gynäkologische Ultraschalldiagnostik der Universitätsfrauenklinik Heidelberg.
1997 wurde Sohn auf eine C3-Professur an der Universitätsklinik Frankfurt am Main berufen, im Jahr 2000 folgte die Berufung auf eine C4-Professur an die Medizinische Hochschule Hannover. Von 2004 bis 2022 war er Geschäftsführender Ärztlicher Direktor der Universitätsfrauenklinik Heidelberg. Seit Februar 2022 ist er Chefarzt der Abteilung für Gynäkologie und Geburtshilfe am Krankenhaus Salem der Evangelischen Stadtmission Heidelberg.
Er ist Ehrenprofessor der Universität Simferopol und Ehrendoktor der Universität Odessa.

### Leitungsfunktionen
In seiner Funktion als Klinikdirektor übernahm Sohn auch die Leitung des interdisziplinären Brustzentrums der Klinik. Zudem etablierte er ein interdisziplinäres Fetalboard zur Versorgung von Fehlbildungen, insbesondere bei Spina bifida.

## Wissenschaftliches Wirken
Sohn hat als Student die erfolgreiche Ultraschalldiagnostik des Meniskus erstbeschrieben und später maßgeblich zur Entwicklung der 3D-Sonographie und Ultraschalldiagnostik in der Gynäkologie beigetragen. Er entwickelte unter anderem einen 3D-Schallkopf für die Ultraschalldiagnostik. Seine Forschungsschwerpunkte liegen in den Bereichen der Ultraschalldiagnostik, Brustkrebs, gynäkologische Tumorerkrankungen und intrauterine Operationen. Sohn veröffentlichte über 400 wissenschaftliche Artikel und ist Autor mehrerer Fach- und Lehrbücher über Ultraschall in der Gynäkologie, unter anderem erschienen im Thieme-Verlag und Springer-Verlag.

## Auszeichnungen
Sohn wurde mehrfach für seine wissenschaftlichen Leistungen ausgezeichnet, unter anderem mit dem Förderpreis der Deutschen Gesellschaft für Ultraschall in der Medizin (DEGUM), dem Innovationspreis des Berufsverbands der Frauenärzte, dem Fortbildungspreis des Berufsverbands der Frauenärzte sowie der Ernst-Graefenberg-Medaille. 2007 wurde ihm eine Ehrenprofessur der Universität Simferopol verliehen, 2019 folgte die Ehrendoktorwürde der Universität Odessa.

## Internationales Engagement
Neben seiner Tätigkeit in Deutschland engagierte sich Sohn in internationalen Projekten, etwa beim Aufbau einer onkologischen Versorgung in Armenien (Yerevan) sowie in Odessa (Ukraine). Darüber hinaus unterstützte er klinische Strukturentwicklungen in den Vereinigten Arabischen Emiraten und war dort beratend und operativ tätig.

## Kontroversen
Im Jahr 2019 berichtete die Süddeutsche Zeitung über interne Konflikte an der Universitätsfrauenklinik Heidelberg im Zusammenhang mit einem neuartigen Bluttest zur Brustkrebsfrüherkennung. Christof Sohn wurde als damaliger Klinikdirektor in diesem Zusammenhang genannt, ihm wurden jedoch keine persönlichen wissenschaftlichen Verfehlungen nachgewiesen.